# لوك إيستر
لوك إيستر (بالإنجليزية: Luke Easter)‏ هو لاعب كرة قاعدة أمريكي، ولد في 4 أغسطس 1915 في جونز تاون في غيانا، وتوفي في 29 مارس 1979 في يوكليد في الولايات المتحدة.

## وصلات خارجية
- لوك إيستر على موقعبيزبول رفرنس.كوم (الدوري الرئيسي) (الإنجليزية)
- لوك إيستر على موقعبيزبول رفرنس.كوم (الدوري الثانوي) (الإنجليزية)
- لوك إيستر على موقع جمعية أبحاث البيسبول الأمريكية (الإنجليزية)